# Håkan Nilsson
Pour les articles homonymes, voir Nilsson.
Håkan Nilsson, né le 29 août 1980, est un coureur cycliste suédois.

## Palmarès
- 2001
  -  Champion de Suède du contre-la-montre par équipes
- 2005
  - Grand Prix des Carreleurs
  - 2e étape de l'Arden Challenge
  - 2e du Grand Prix Ost Fenster
- 2006
  - 1re étape de l'Arden Challenge
- 2007
  - 1re étape du Rhône-Alpes Isère Tour
  - 3e du Grand Prix de la ville de Pérenchies
  - 3e du Rhône-Alpes Isère Tour
- 2008
  - 3e du Grand Prix de la ville de Pérenchies
- 2010
  - Grand Prix Ost Fenster
- 2013
  - 3e du championnat de Suède sur route

## Classements mondiaux
| Année           | 2005 | 2006 | 2007 | 2008 | 2009 | 2010  | 2011 | 2012 | 2013 |
| --------------- | ---- | ---- | ---- | ---- | ---- | ----- | ---- | ---- | ---- |
| UCI Europe Tour | 793e | 452e | 264e | 515e | 707e | 1168e |      |      | 622e |